# You Need Me, I Don’t Need You
„You Need Me, I Don't Need You” – to utwór brytyjskiego wokalisty Eda Sheerana. Wydany został 26 sierpnia 2011 roku przez wytwórnię płytową Atlantic Records jako drugi singel wokalisty z jego debiutanckiego albumu studyjnego, zatytułowanego +. Tekst utworu został napisany przez Eda Sheerana, natomiast jego produkcją zajął się Jake Gosling i Charlie Hugall. Do singla nakręcono także teledysk, a jego reżyserią zajął się Emil Nava. „You Need Me, I Don't Need You” zadebiutował na czwartym miejscu w notowaniu UK Singles Chart.

## Pozycje na listach przebojów
| Kraj            | Lista (2011)            | Pozycja | Status        | Sprzedaż |
| --------------- | ----------------------- | ------- | ------------- | -------- |
| Australia       | Top 50 Singles          | 74      | —             | —        |
| Irlandia        | Top 50 Singles          | 19      | —             | —        |
| Szkocja         | Scottish Singles Top 40 | 5       | —             | —        |
| Wielka Brytania | Singles Top 100         | 4       | srebrna płyta | 200 000+ |